# Освальдо Ріос
Освальдо Ріос (ісп. Osvaldo Ríos; 25 жовтня 1960) — пуерто-риканський актор, співак та композитор.

## Життєпис
Освальдо Ріос Алонсо народився 25 жовтня 1960 року в місті Кароліна, Пуерто-Рико, в родині Освальдо Ріоса та його дружини Неллі Алонсо де Ріос, де окрім нього були ще дочка Мілдред і син Луїс Олександр.

## Вибрана фільмографія
| Рік       |   | Українська назва       | Оригінальна назва             | Роль                                     |
| --------- | - | ---------------------- | ----------------------------- | ---------------------------------------- |
| 1988—1989 | с | Анхеліка, життя моє    | Angélica, mi vida             | Дан                                      |
| 1992—1993 | с | Кассандра              | Kassandra                     | Луїс Давид Контрерас / Ігнасіо Контрерас |
| 1993      | с | Три долі               | Tres destinos                 | Хуан Карлос                              |
| 1996—1997 | с | Вдова Бланко           | La viuda de Blanco            | Дієго Бланко Альбаррасін                 |
| 2000      | с | Раузан                 | Rauzán                        | Себастьян де Мендоса                     |
| 2000—2001 | с | Обійми мене міцніше    | Abrázame muy fuerte           | Дієго Ернандес                           |
| 2002—2003 | с | Дика кішка             | Gata salvaje                  | Сільвано Сантана Кастро                  |
| 2004      | с | Бунтівний ангел        | Ángel rebelde                 | Алехандро Вальдеррама                    |
| 2007      | с | Зорро: Шпага і троянда | El Zorro: la espada y la rosa | Алехандро де ла Вега                     |
| 2009      | с | Дике серце             | Corazón salvaje               | Хуан де Діос Сан-Роман                   |
| 2010—2011 | с | Тріумф любові          | Triunfo del amor              | Освальдо Сандоваль                       |
| 2013      | ф | Ельза і Фред           | Elsa & Fred                   | доктор                                   |

## Нагороди
TVyNovelas Awards
- 1997 — Найкращий актор (Вдова Бланко)

ACE Awards
- 1995 — Найкращий актор (Три долі).